# Distretto di Ünye

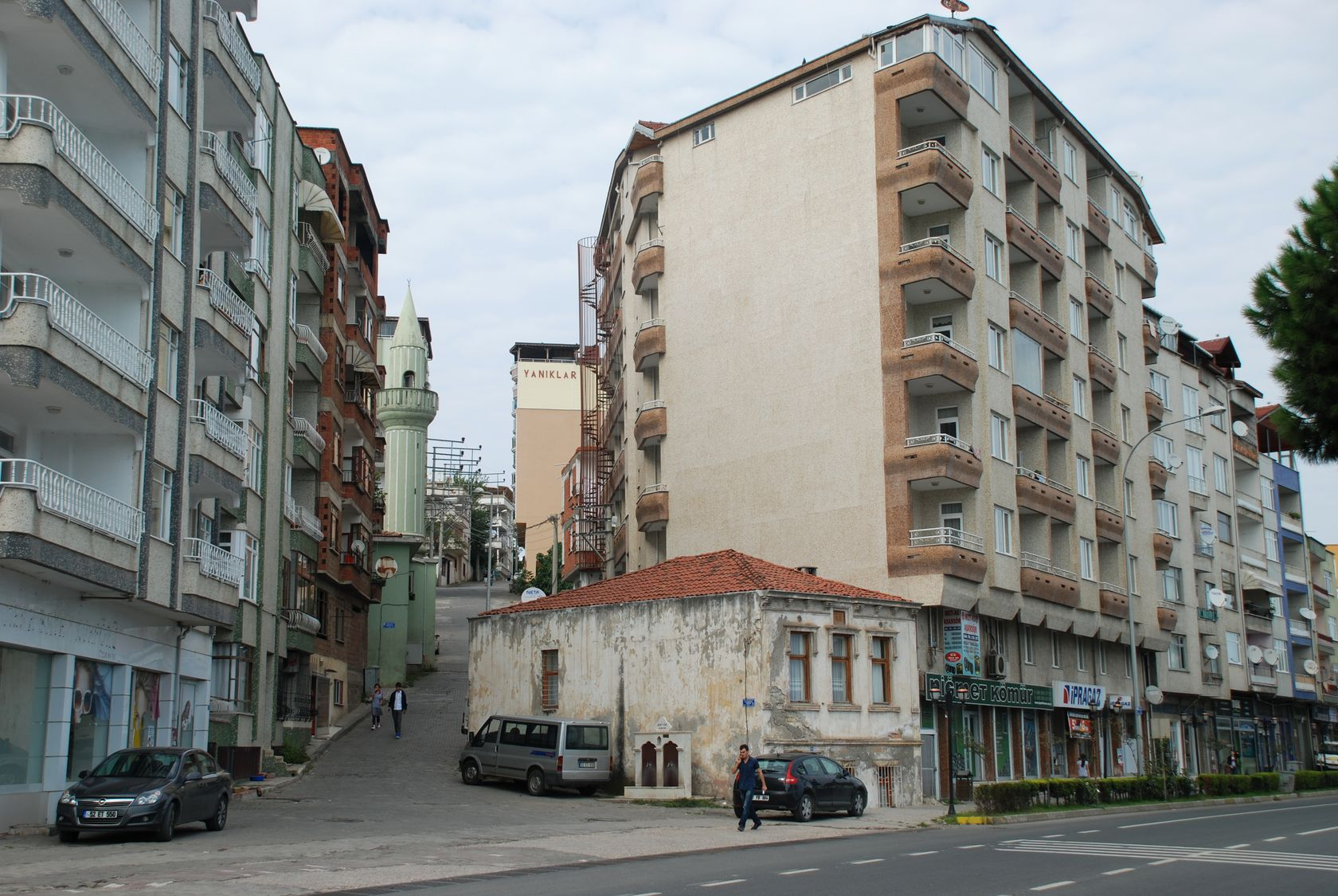
A street in Ünye city center

Il distretto di Ünye (in turco Ünye ilçesi) è uno dei distretti della provincia di Ordu, in Turchia.